# Torimčchon
Torimčchon (korejsky: 도림천) je malá řeka na Korejském poloostrově protékající hlavním městem Jižní Koreje, Soulem.